# Shangrao
Shangrao (cinese: 上饶市; pinyin: Shàngráo) è una città-prefettura della Cina nella provincia dello Jiangxi.

## Suddivisioni amministrative
- Distretto di Xinzhou
- Distretto di Guangfeng
- Dexing
- Contea di Shangrao
- Contea di Poyang
- Contea di Wuyuan
- Contea di Qianshan
- Contea di Yugan
- Contea di Hengfeng
- Contea di Yiyang
- Contea di Yushan
- Contea di Wannian